# TM 31-210 Improvised Munitions Handbook
Het TM 31-210 Improvised Munitions Handbook ("TM 31-210 Handboek voor Geïmproviseerde Munitie") is een technische handleiding van 256 pagina's bedoeld voor de speciale eenheden van het Amerikaanse leger. Het boek werd voor het eerst gepubliceerd in 1969 door het Department of the Army, onderdeel van het ministerie van Defensie.
Net als veel andere Amerikaanse militaire handleidingen die betrekking hebben op geïmproviseerde explosieven (in het Engels bekend onder de afkorting IED's, een acroniem voor improvised explosive devices) en onconventionele oorlogsvoering, werd het vrijgegeven in het publieke domein als gevolg van bepalingen zoals de Freedom of Information Act en is het nu vrij toegankelijk.
De handleiding beschrijft de vervaardiging van verschillende soorten munitie uit gemakkelijk verkrijgbare materialen.

## Secties
De handleiding bestaat uit zeven hoofdsecties:
- Explosieven en drijfgassen (inclusief ontstekers)
- Mijnen en handgranaten
- Handvuurwapens en munitie
- Mortieren en raketwerpers
- Molotovcocktails
- Lonten, ontstekers en tijdmechanismen
- Diversen

De sectie Diversen behandelt de productie van verschillende soorten ontstekingsmechanismen (druk, drukontlasting, tractie, enz.), een geïmproviseerde precisiebalans, elektrische batterijen, geïmproviseerde kogelwerende barricaden en meer. De handleiding eindigt met twee bijlagen, die kort ingaan op de eigenschappen van enkele primaire en secundaire explosieven.

## Film
De handleiding verscheen als "Easter egg" in de film Toy Story. In de scène waarin Woody vastzit onder een blauwe plastic krat in Sids slaapkamer valt achter hem een document te zien met de titel TM 31-210 Improvised Interrogation Handbook ("TM 31-210 Handboek voor Geïmproviseerde Ondervraging"), een duidelijke verwijzing naar het eigenlijke document.